# Singapore Masters (squash)
Le Singapore Masters est un tournoi de squash qui se tient à Singapour. Il fait partie du WSA World Tour. Le premier tournoi se déroule en 2007 et s'interrompt définitivement en 2011.

## Palmarès
| Année | Championne     | Finaliste       | Score                  |
| ----- | -------------- | --------------- | ---------------------- |
| 2011  | Madeline Perry | Laura Massaro   | 11-7, 11-8, 5-11, 11-9 |
| 2010  | Nicol David    | Alison Waters   | 18-16, 11-9, 12-10,    |
| 2009  | Nicol David    | Natalie Grinham | 11-9, 11-8, 11-9       |
| 2008  | Nicol David    | Rachael Grinham | 8-11, 11-3, 11-5, 11-8 |
| 2007  | Nicol David    | Natalie Grinham | 9-6, 9-5, 9-5          |